# 廖萬石堂

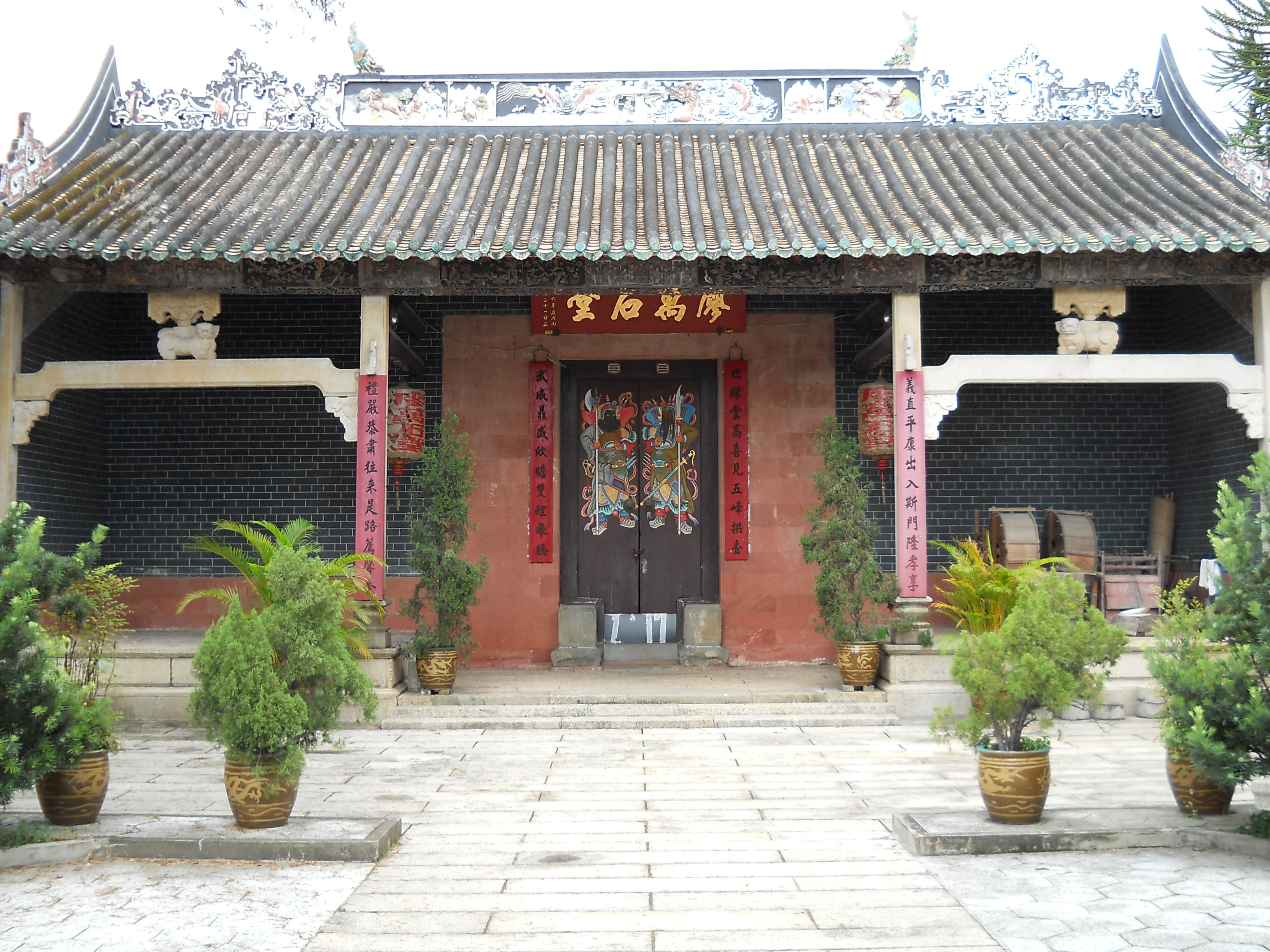
上水廖萬石堂

廖萬石堂位於香港新界上水上水鄉門口村與中心村之間，為上水廖族最大的祠堂，建於清乾隆十六年（1751年），在清光緒十七年曾經重修。「萬石」之名相傳廖氏遠祖廖剛及其四名兒子先後於北宋時出任高官，每人俸祿各二千石，合一萬石，後人遂將祠堂命名廖萬石堂以為紀念。
廖萬石堂曾於1932年闢作鳳溪小學，到1974年才搬遷往圍東（上水馬會道）新址。1983年一個由廖族成員、北區政務處、古物古蹟辦事處及其他政府部門組成重修小組，工程費用約100萬元，除30萬元由政府資助，餘款皆由廖族承擔。重修工程由1984年11月開始，分期進行，1985年底完成，同年被列為香港法定古蹟之一。1986年3月1日由時任港督尤德爵士夫人主持開光典禮。2021年被授予“客家文化交流香港基地”。

## 上水廖氏

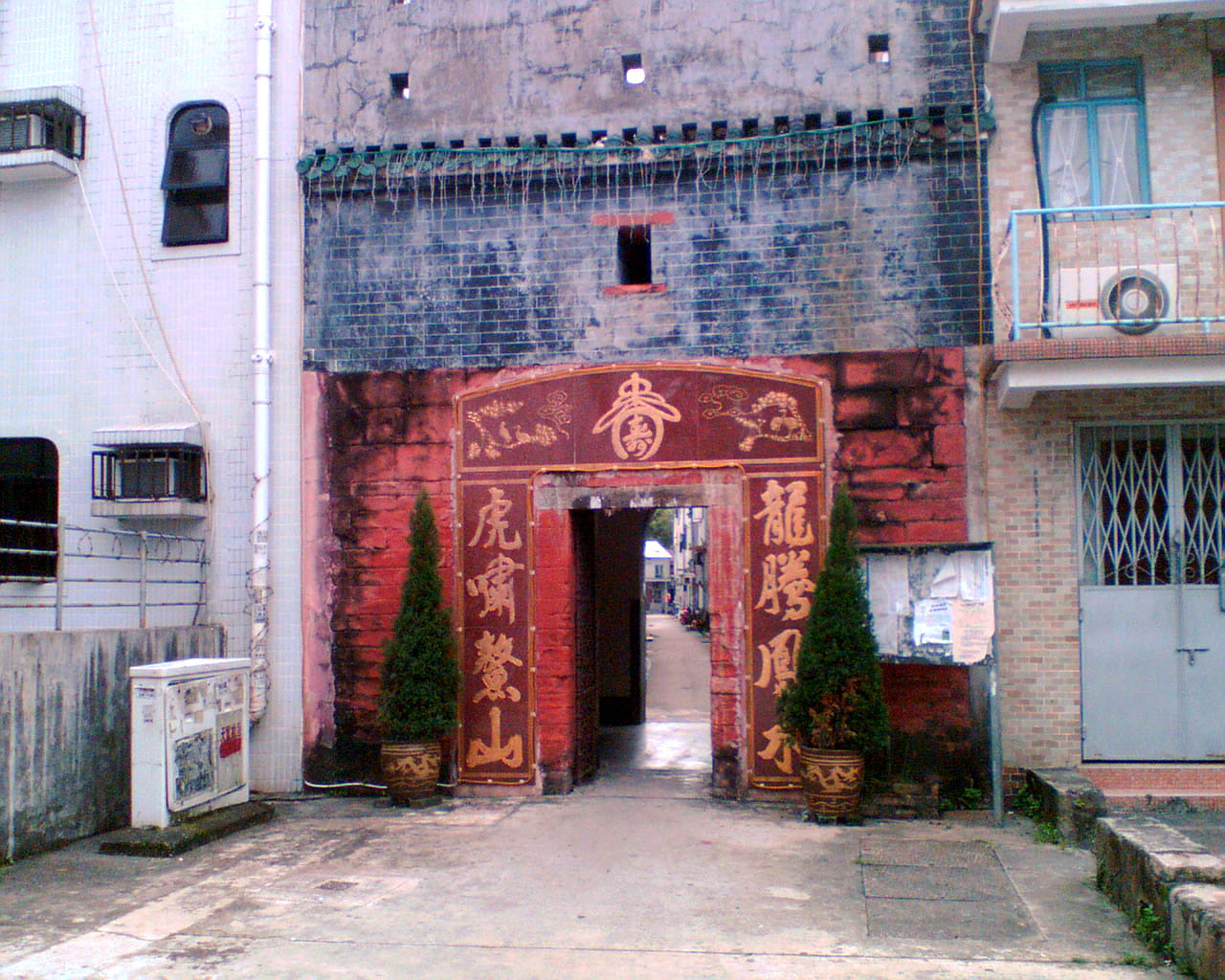
上水鄉圍內村

上水廖氏源自河南，其後遷居江西、福建，於南宋末年廖仲傑避蒙古兵而南遷，初居屯門，再遷深圳河以北的福田，最後定居上水雙魚河，仲傑公是為上水的開基祖。明萬曆年間，第七代祖先廖南沙因族人散居各地，倡言聚族而居，選定地形如鳳的風水地，合力建村，即今日的圍內村。
今族分為三大房，長房如珪、二房如璋及三房如碧，和六系，但有兩系絕後，餘下四系，即應文、應龍、應鳳及應綱，建有祠堂3間、私塾5所。廖族是新界聚族而居的第三大的單姓村，村位於梧桐河上，故名「上水鄉」，由9條村組成：甫上村、圍內村、門口村、大元村、中心村、上北村、下北村、興仁村及文閣村，人口超過4,000多人。

## 結構
廖萬石堂位處龍脈之首，萬石挺拔，翠竹環繞，龍氣集中，分瀉兩旁，廖族於東西方分建顯承堂（應龍廖公家塾）及明德堂（懷隱廖公家祠）兩所分祠。廖萬石堂是傳統三間三進二院式建築，三進分別是前廳、過廳及後廳三部分，分別座落在不同高低的台基上，廳堂由兩個天井分隔。
前門外築有照壁（風水牆）以阻擋太陽直射祖先木主，又有風水擋煞的作用，門前有廣闊的院落。大門是褐色，因按《大清律例》老伯姓是不可用朱紅色的大門，門上有門神及如意、吉祥的銅鋪首，大門兩側設有鼓臺，大門兩旁的牆壁用紅粉石制成，具防潮的功能。屋頂以青色瓦片鋪蓋，屋頂之下有精美的木雕簷板，正脊以灰雕和一對鰲魚裝飾，承托的七架樑及斗拱雕刻精美，下以石柱及木柱支撐，整座建築物滿佈華麗的彩塑、木刻、壁畫及泥塑。
第一進為「前廳」，台基相對較低，用於接待客人及擺放雜物。前廳正中是由一對高門組成的「檔中」，用以保障祠內私隱，只有在貴賓光臨時才「大開中門」。第二進為「過廳」，上有「澤綿萬石」的牌匾，是議事、慶祝、宴會的地點。中央有四支直柱，內裹稱為「明間」。過廳兩旁的頂部繪有壁畫及詩詞。神龕設於「後廳」，台基最高，供奉祖先牌位，中堂（正廳）上座供奉宋丞相大學士廖光景，中座供奉上水鄉開基祖廖仲傑至四世祖，排列次序是左昭右穆，下座供奉中霤之神。兩翼為「配賢祠」及「配享祠」，分別供奉有功名的祖先及對建祠有功人士的靈位。

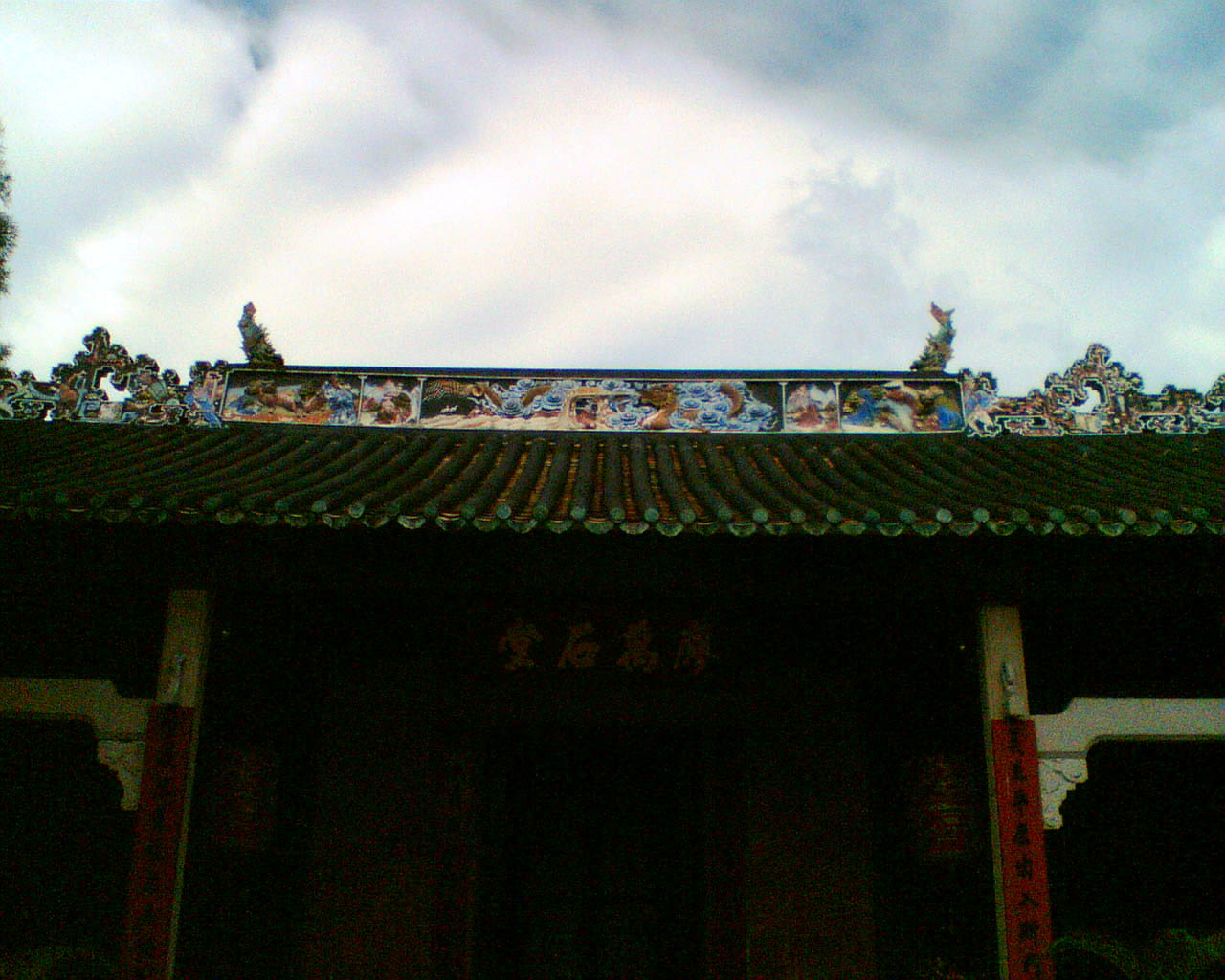
屋頂正脊
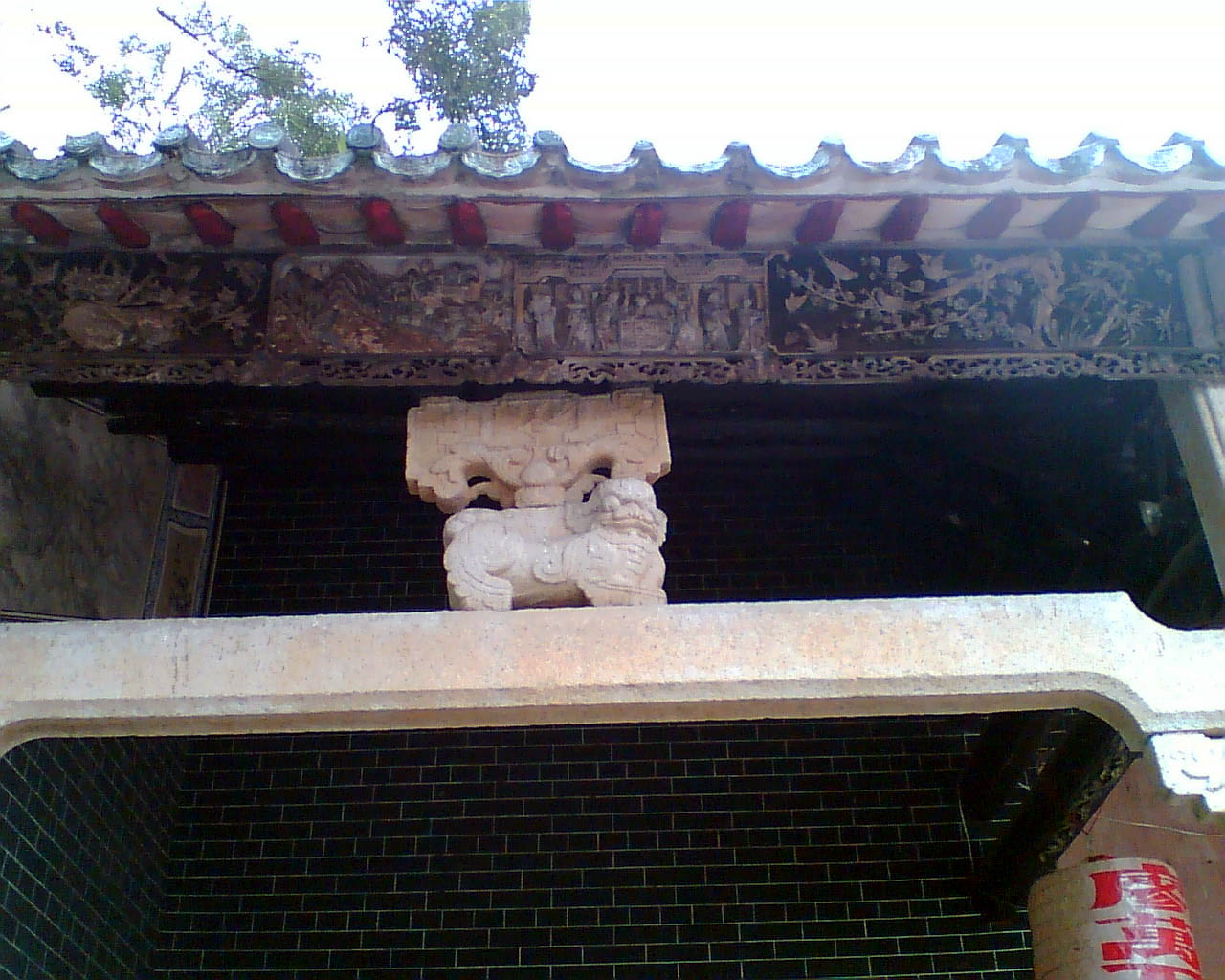
精美木雕簷板
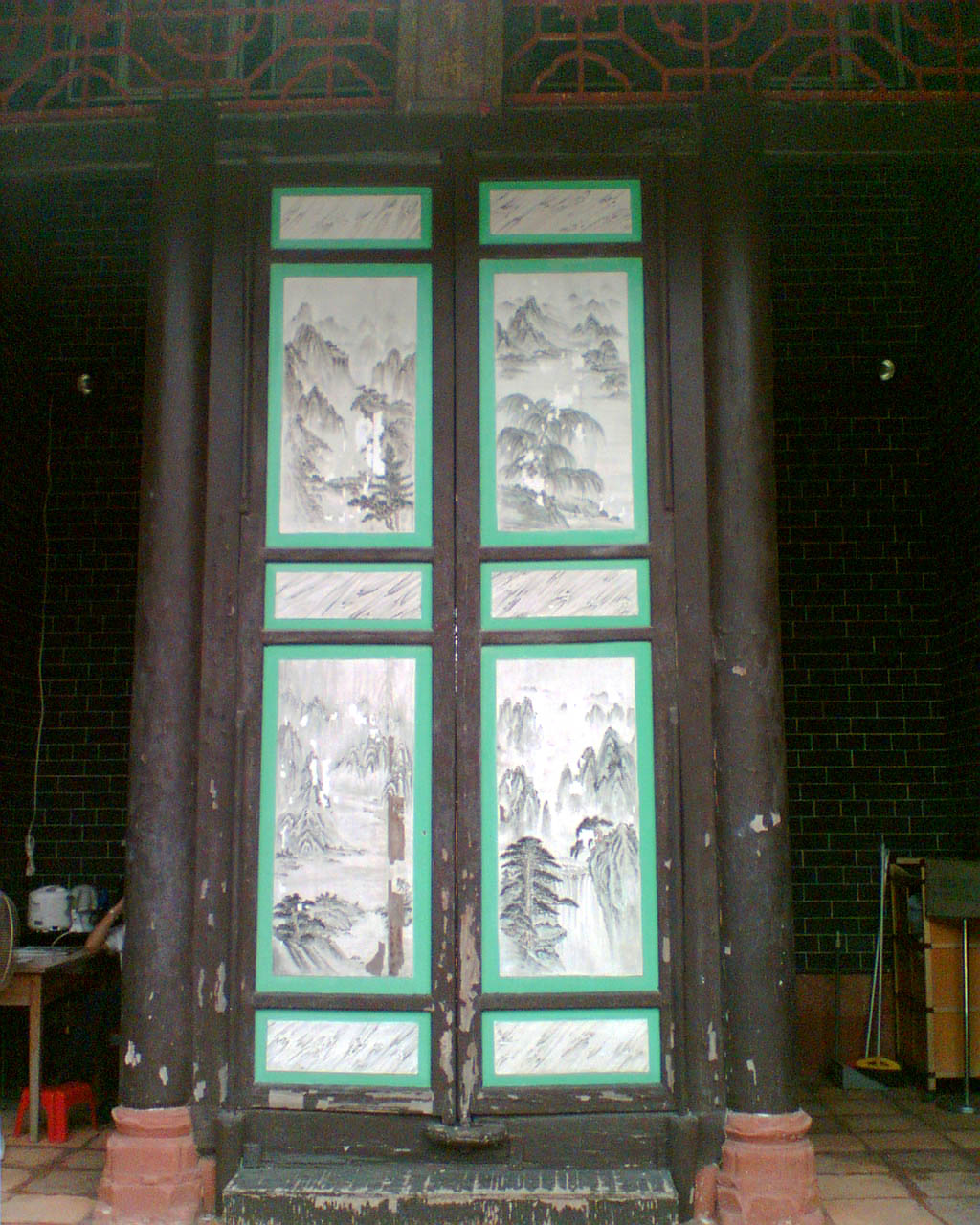
前廳的擋中
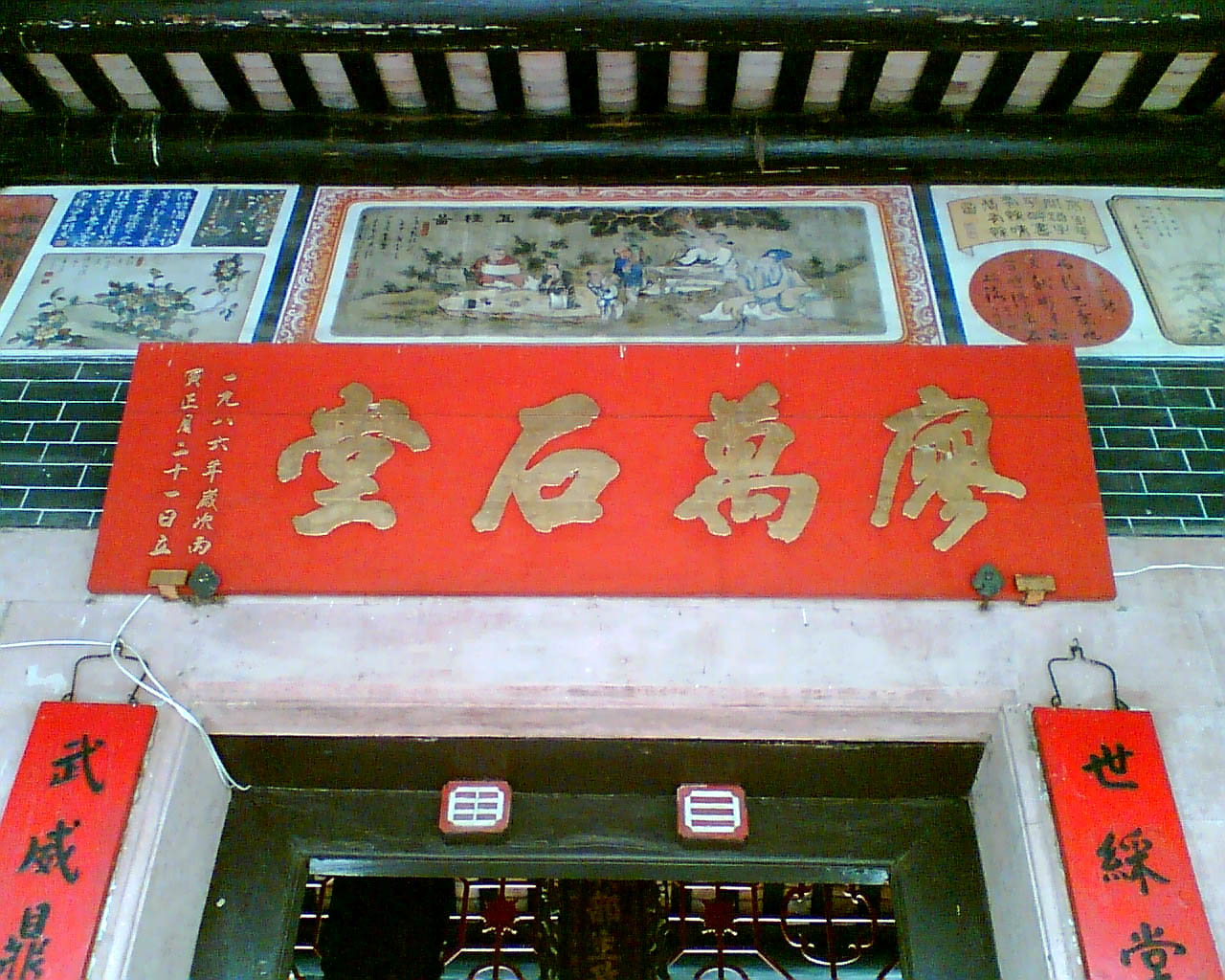
正門橫匾
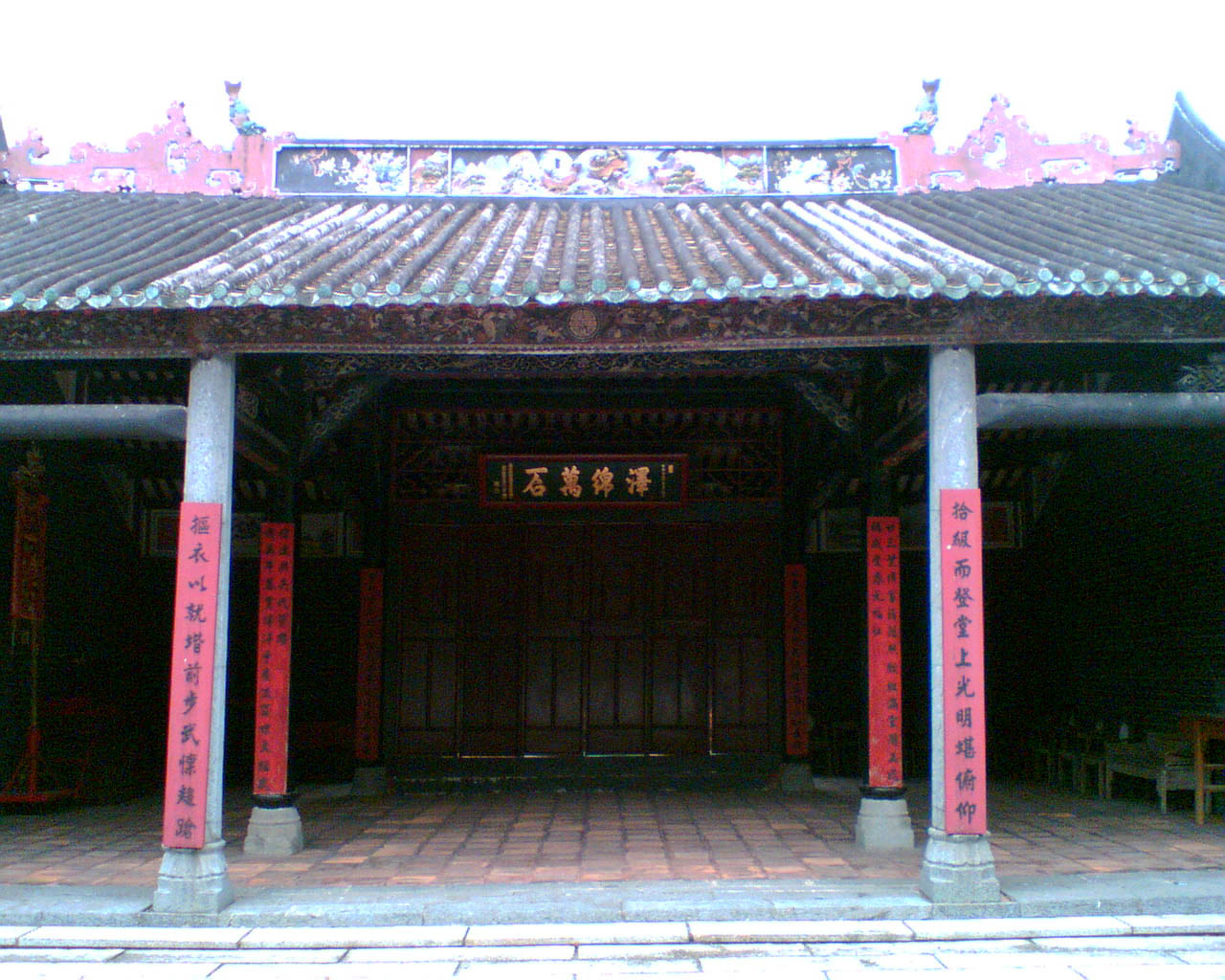
第二進又名過廳
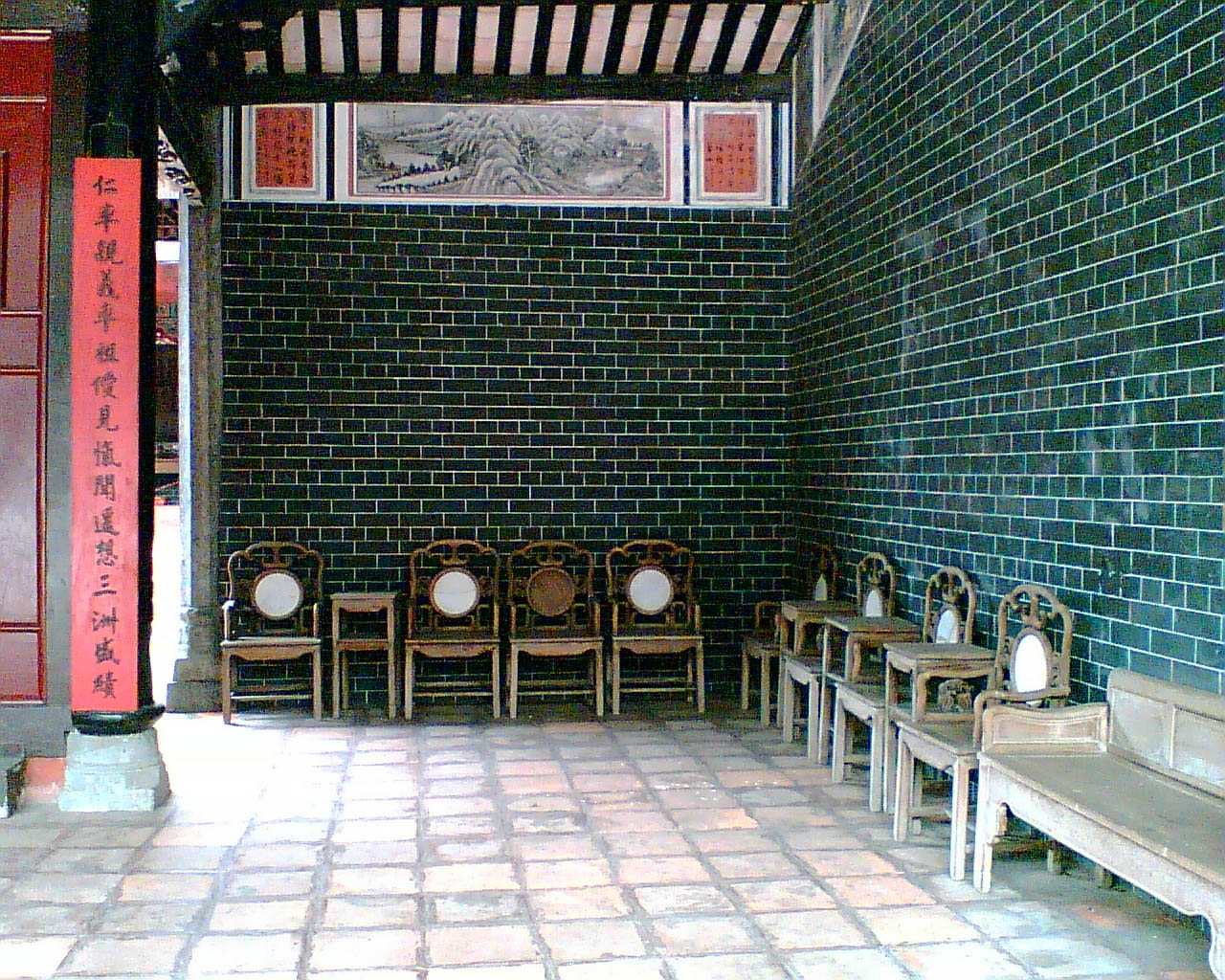
過廳側的壁畫
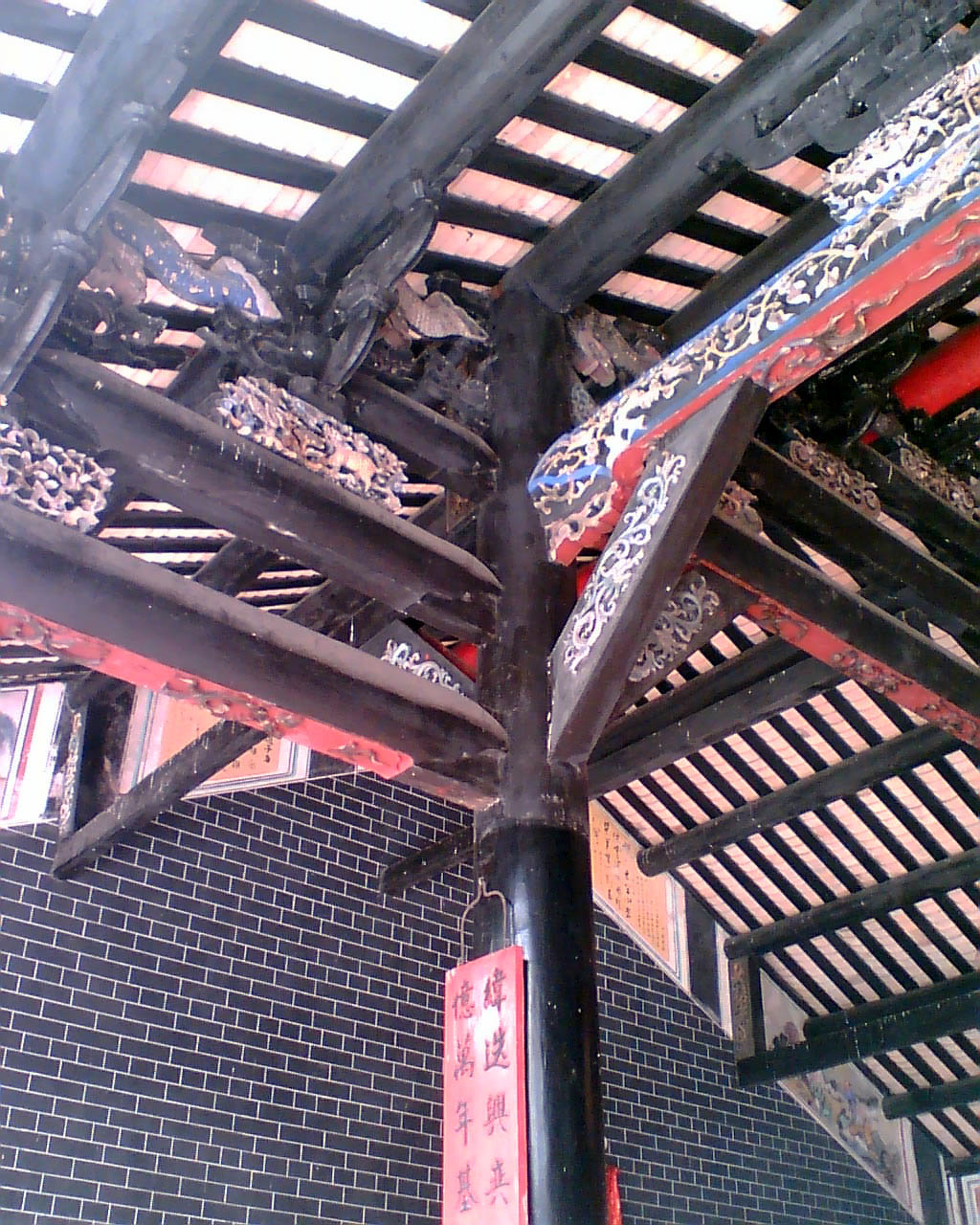
雕刻精美的斗拱
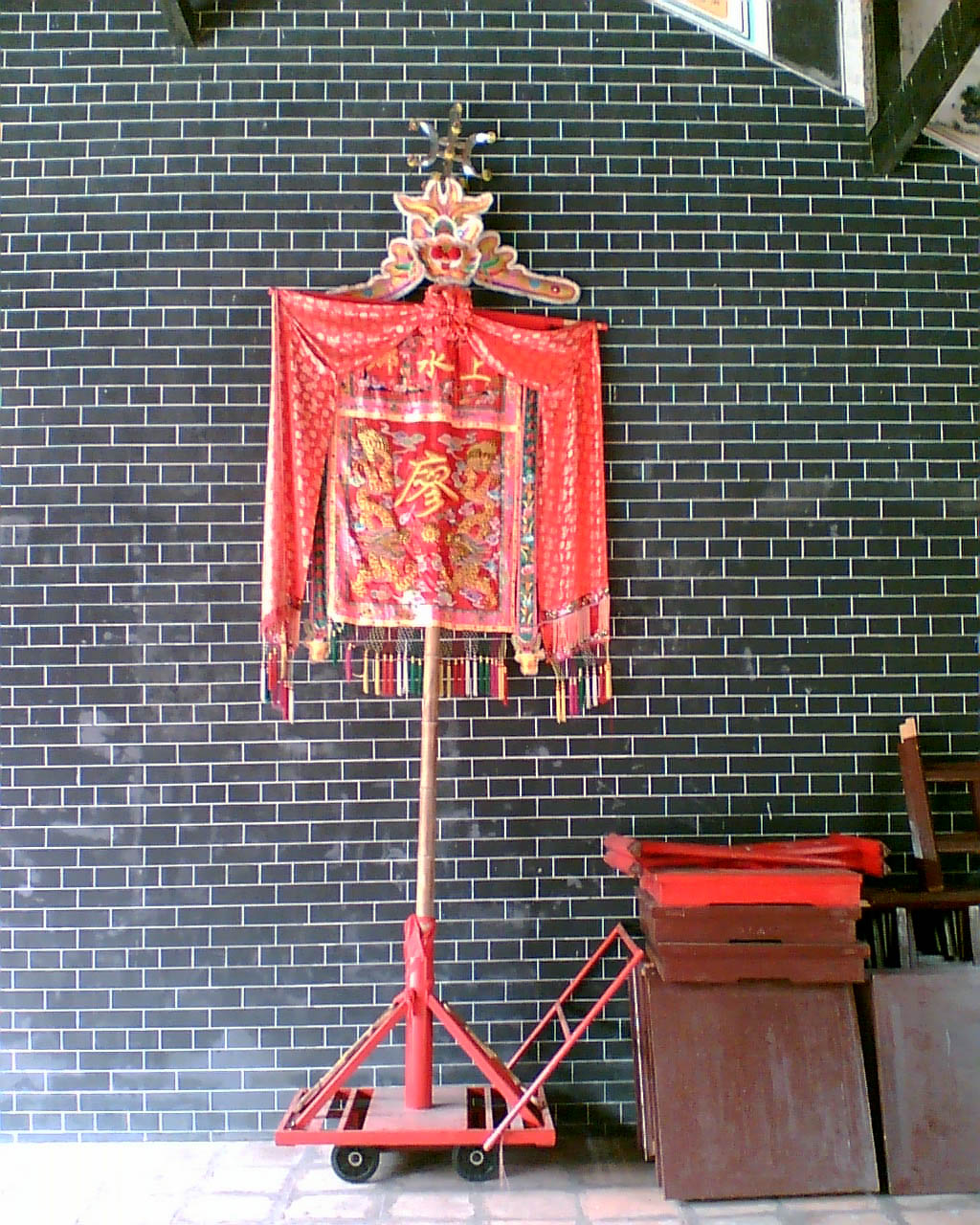
慶典錦旗
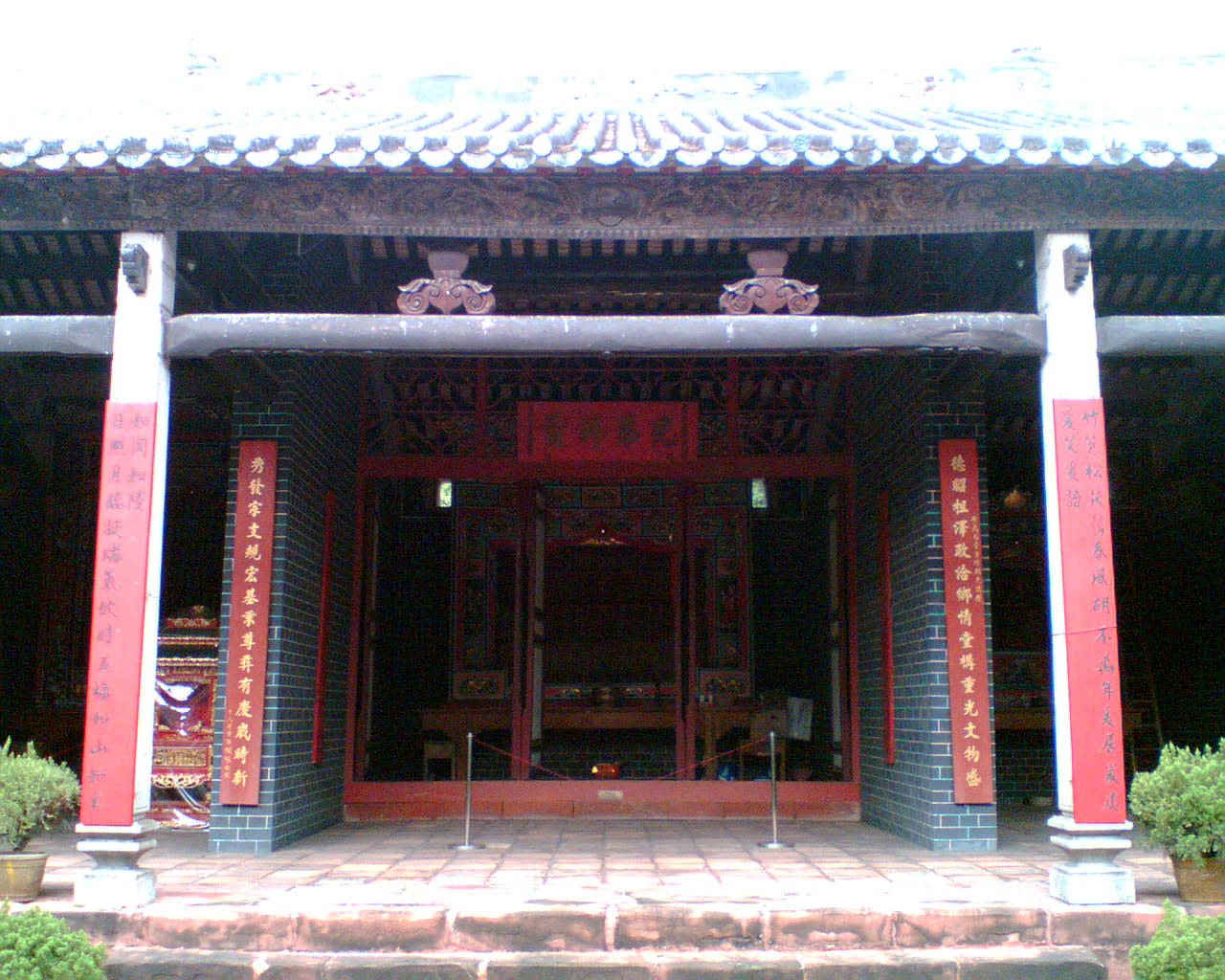
廖萬石堂後廳
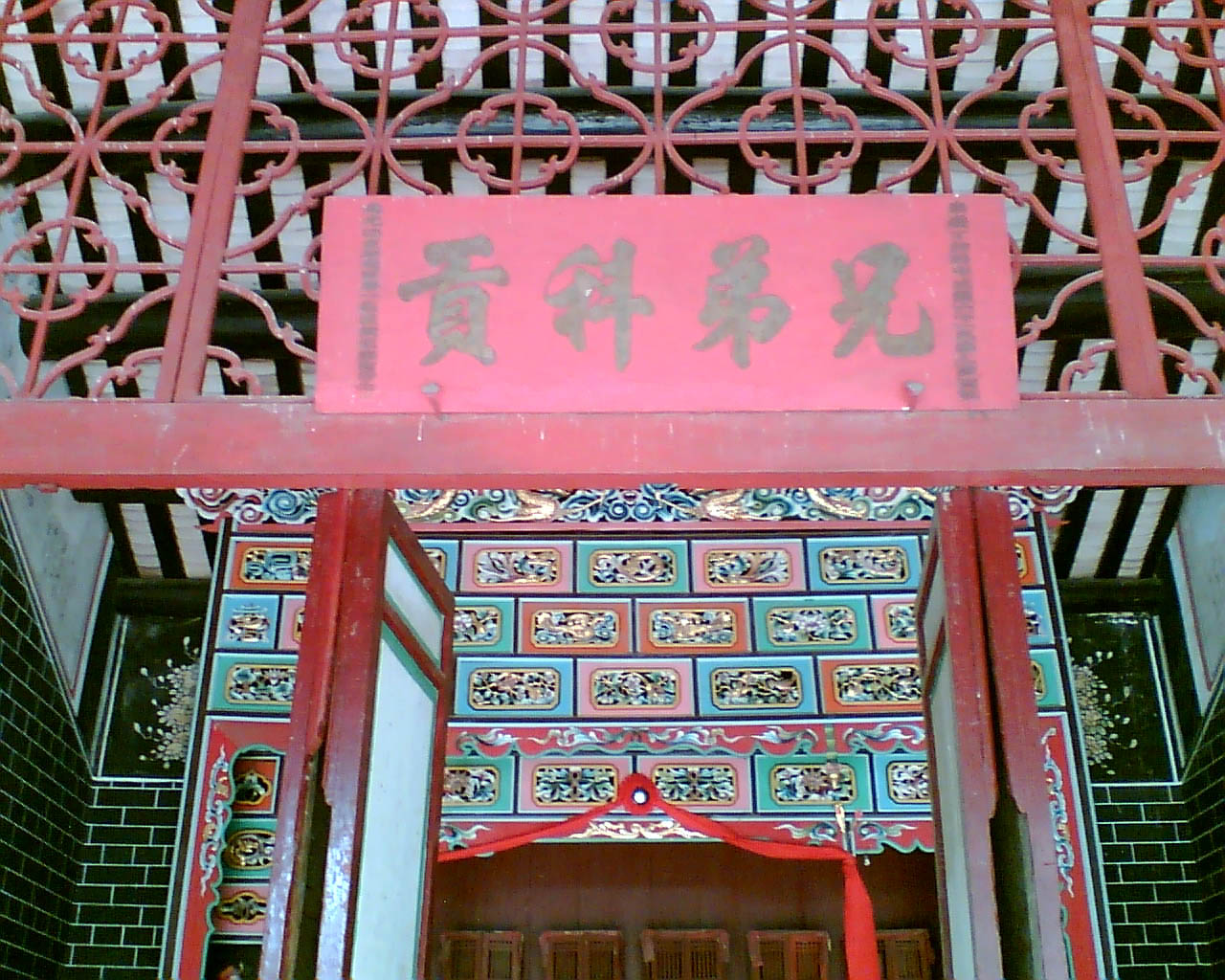
後廳中堂供奉祖先神位
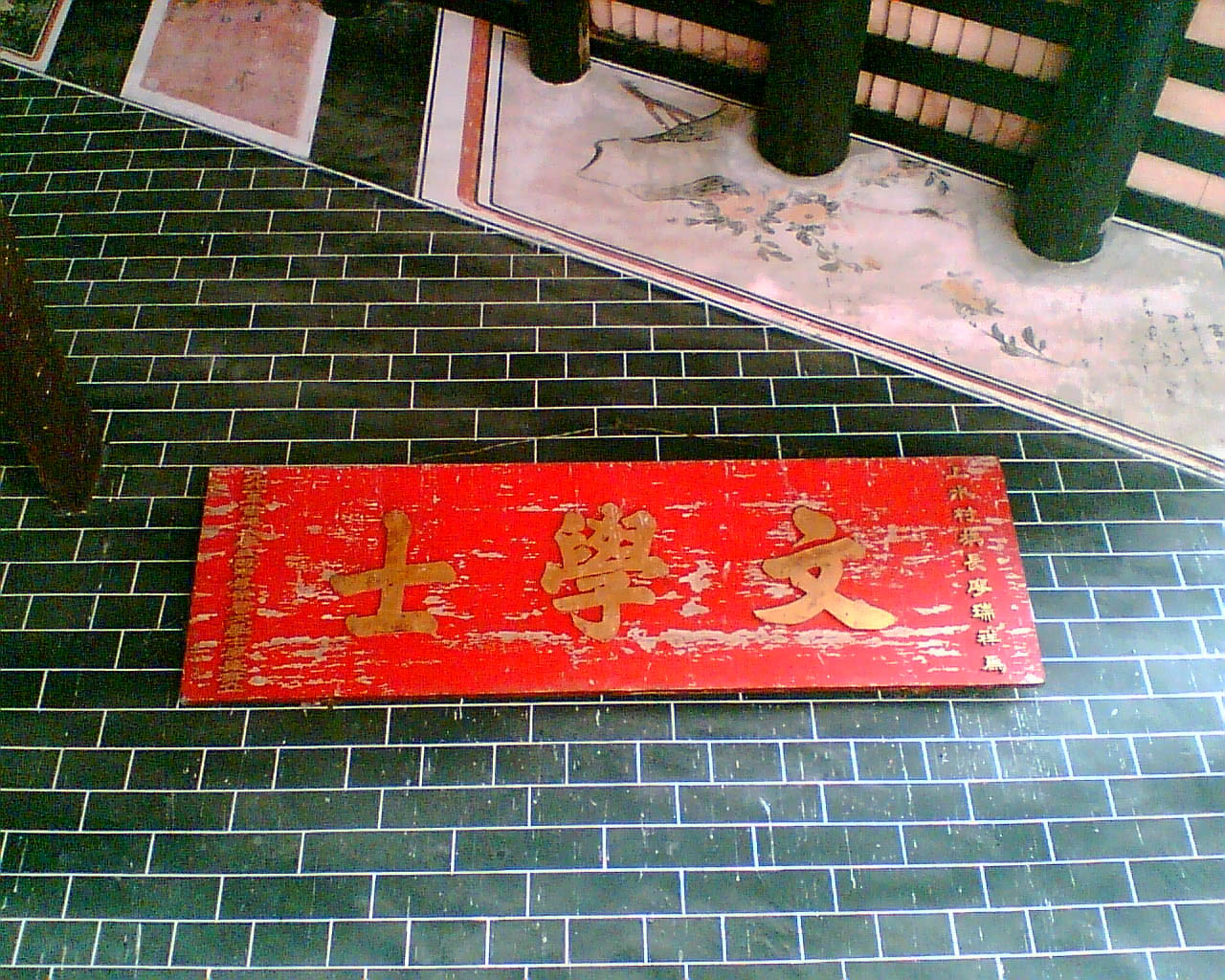
側翼「文學士」牌匾，為族長紀念第19世孫廖慶齊於港大畢業時所立
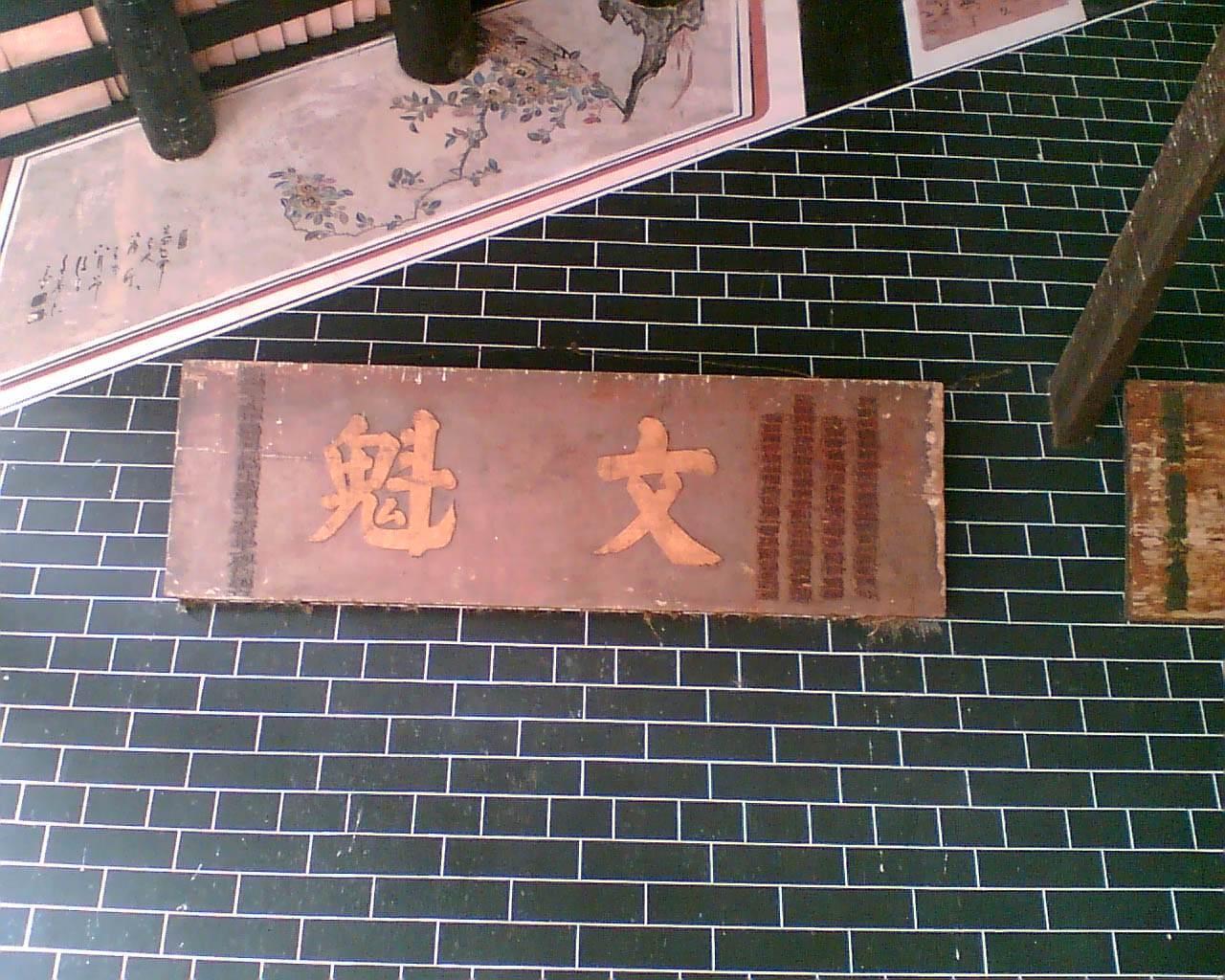
側翼「文魁」牌匾

## 用途

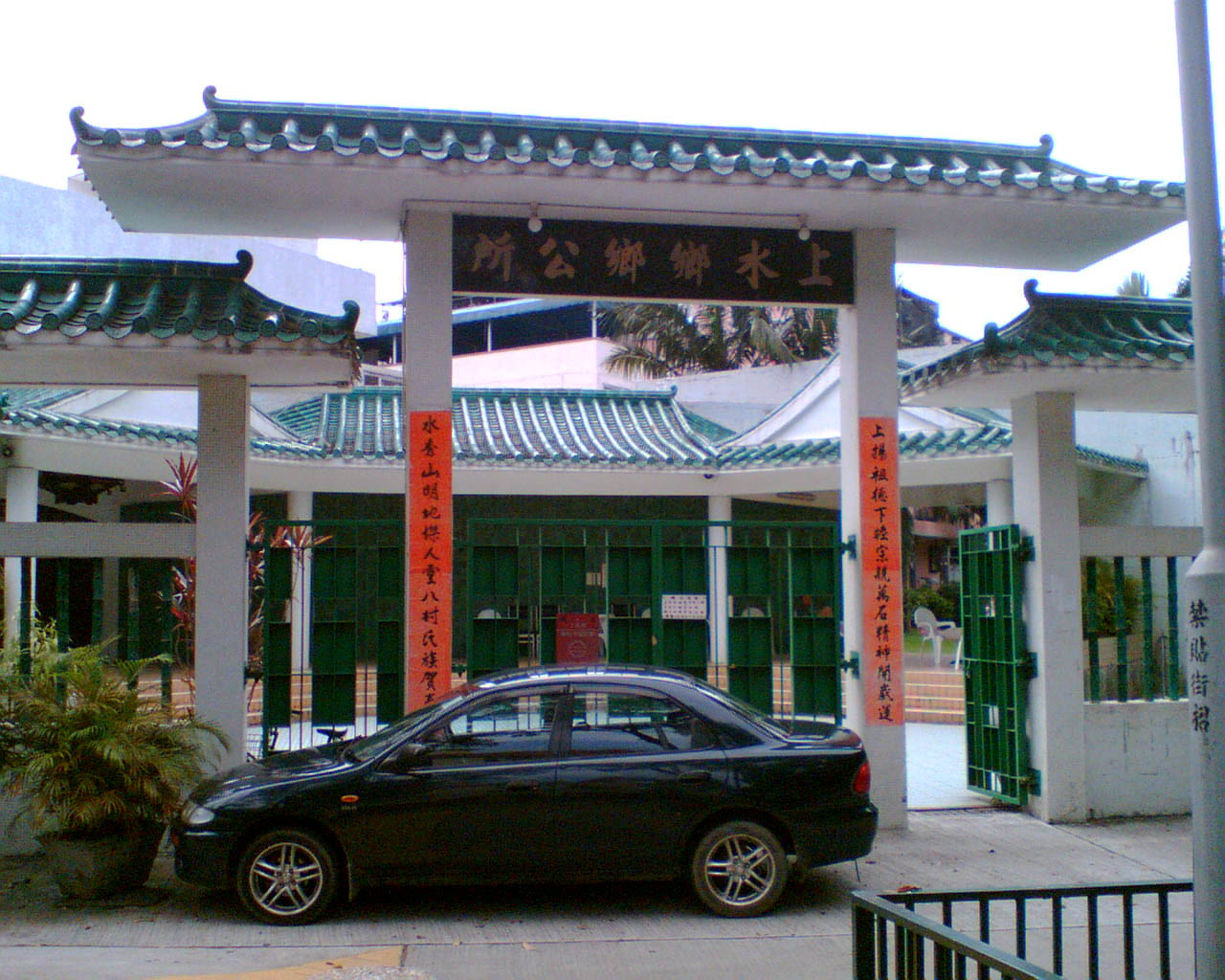
上水鄉鄉公所

每年二月初二鄉中父老齊集廖萬石堂中舉行春祭典禮，春祭後在祠堂外「分豬肉」。下午的盤宴在後廳舉行，只有廖族61歲以上的長者方可參與。平日則用作議事、飲宴、婚喪喜慶等用途，是鄉中社交活動的中心。祠堂必須早晚上香，族例由族中年長男性負責，現已改由上水鄉鄉公所承擔。廖萬石堂近年已定時對外開放給公眾參觀。

### 開放時間
- 逢星期三、四、六、日及公眾假期：
  - 上午9:00-13:00及下午14:00-17:00
- 逢星期一、二及五、元旦日、農曆年初一、初二、初三、聖誕日及聖誕翌日休息

## 外部連結
- 香港法定古蹟：廖萬石堂
- 應龍家塾獲聯國修復獎[]，《星島日報》，2005年12月6日

1. ↑  . 中國人民政治協商會議全國委員會. 2021-06-14  [2022-07-03]. （原始内容存档于2022-07-03）.